# A Revolta dos Anjos
A Revolta dos Anjos foi uma telenovela brasileira produzida pela extinta Rede Tupi e exibida de 8 de novembro de 1972 a 24 de março de 1973 no horário às 20 horas. 
Escrita pela psicóloga Carmen da Silva e dirigida por Henrique Martins e Luiz Gallon.
Contou com Eva Wilma, Oswaldo Loureiro, Geórgia Gomide, Bete Mendes, Ewerton de Castro, Dennis Carvalho, Fausto Rocha e Castro Gonzaga nos papéis principais. 
A trama foi anunciada como a primeira telenovela em cores da historia da TV Brasileira, porém com atrasos em equipamentos encomendados para colorir as gravações se atrasou em alguns meses, com isso a telenovela foi exibida em preto e branco como as outras de sua época. No ano seguinte e um mês após a estreia na Tupi, a Rede Globo estreou a O Bem-Amado, a primeira telenovela em cores da televisão brasileira.
Dos 95 capítulos originariamente exibidos, apenas 2 foram preservados, estando atualmente sob a guarda da Cinemateca Brasileira.

## Sinopse
O confronto de três gerações de uma família, que se dividem e aproximam num mesmo jogo de frustrações, de sonhos e de alegrias.
Sílvia é uma mulher bem casada, aberta para os problemas do mundo à sua volta, mas que no fundo guarda a tristeza de ter barrado sua vocação de pianista ao se casar. Ricardo Bragança, seu marido, é um bem-sucedido homem de negócios, lugar à que chegou graças à ajuda do sogro.
O casal tem três filhos: Raul, Silvana e Stela, a mais velha, que se vê diante do mesmo dilema da mãe: casar-se a viver para a família, ou seguir uma carreira profissional. Stela se espelha em Laura, amiga de Sílvia, uma mulher que se caracteriza pela total independência em relação às tradições. Jornalista, escritora e desquitada, Laura se impões pela simpatia e forte personalidade.

## Elenco
- Eva Wilma - Sílvia
- Oswaldo Loureiro - Ricardo Bragança
- Geórgia Gomide - Laura
- Bete Mendes - Estela
- Dennis Carvalho - Décio
- Fausto Rocha - Breno
- Ana Rosa - Nazaré
- Castro Gonzaga - Adolfo
- Nádia Lippi - Norma
- Antônio Fagundes - Vítor
- Elaine Cristina - Diana
- Nilson Condé - Cláudio
- Renée de Vielmond - Lilian
- Ricardo Petraglia - Tintim
- John Herbert - Thomas
- Ewerton de Castro - Raul
- Newton Prado - Flávio
- Aracy Cardoso - Gladis
- Homero Kossac - Milton
- Lídia Vani - Nora
- Jacques Lagoa - Felipe
- Leonor Lambertini - Natália
- Hemílcio Fróes - Diretor
- Linda Gay - Cidinha
- Cosme dos Santos - Zé
- Analu Graci - Cacilda
- Wilson Fragoso - Heitor
- Ivan Lima - André
- Vera Lima - Márcia
- Áurea Campos - Catarina
- Osvaldo Ávila - França
- Luís Carlos Braga - Jorge
- Cláudio Petráglia
- J. França
- Lílian Novaes
- Aparecida de Castro

## Trilha sonora
- "Casa Forte" - Elis Regina
- "Comment Te Dire Adieu" - Françoise Hardy
- "Preciso Aprender a Ser Só" - Marcos Valle
- "Minha Namorada" - Carlos Lyra
- "Andança" - Elis Regina
- "Por Amor" - Roberto Carlos
- "Estrada do Sol" - Maria Creuza
- "Reve" - Françoise Hardy
- "As Time Goes By" - Orquestra Phonogram
- "People" - Ray Charles
- "Coração Vagabundo" - Gal Costa e Caetano Veloso
- "Viagem" - Orquestra Phonogram